# Our Farewell
«Our farewell» es el primer sencillo del álbum Mother Earth de la banda Within Temptation.

## Canciones
1. "Our farewell (radio version)" - 3:55'
2. "Dark wings" - 4:15'
3. Our farewell (album version) - 5:16
4. Our farewell (acoustic version) - 5:19

- Datos: Q2579898